# Inazuma Eleven
Inazuma Eleven (イナズマイレブン Inazuma Irebun?) es una franquicia de medios de temática futbolística creada por Level-5. La franquicia comenzó con el lanzamiento de Inazuma Eleven en 2008, con la serie de juegos que vendió más de ocho millones de copias a nivel global en todo el mundo. Además de los videojuegos, la franquicia también tiene una serie de mangas y otras series de televisión y películas animadas.

## Videojuegos
Hay varios videojuegos en la franquicia clasificados en tres sagas, que se enumeran aquí en el orden en que fueron lanzados:

### Saga original
- Inazuma Eleven (2008)
- Inazuma Eleven 2 (2009)
- Inazuma Eleven 3 (2010)
- Inazuma Eleven: Heroes' Victory Road (2025)

### Trilogía Inazuma Eleven GO
- Inazuma Eleven GO (2011)
- Inazuma Eleven GO Chrono Stones (2012)
- Inazuma Eleven GO Galaxy (2013)

### Juegos derivados
- Inazuma Eleven Strikers
- Inazuma Eleven Strikers 2012 Xtreme
- Inazuma Eleven GO Strikers 2013
- Inazuma Eleven 1, 2, 3!! The Legend of Mamoru Endou (compilación)
- Inazuma Eleven Everyday
- Inazuma Eleven Online[2]
- Inazuma Eleven Dash
- LINE Puzzle de Inazuma Eleven
- Inazuma Eleven SD[3]

## Medios de comunicación

### Serie de animación
Varias series de televisión de anime han sido producidas por Level-5, en coproducción con TV Tokio y OLM.
- Inazuma Eleven
- Inazuma Eleven GO
  - Inazuma Eleven GO: Chrono Stone
  - Inazuma Eleven GO: Galaxy
- Inazuma Eleven Outer Code
- Inazuma Eleven Reloaded
- Inazuma Eleven: Ares
- Inazuma Eleven: Orion no Kokuin

### Películas
- Inazuma Eleven: La Película
- Inazuma Eleven GO La Película: Grifo el lazo Absoluto
- Inazuma Eleven GO vs. Danbōru Senki W